# Biserica reformată din Teiuș
Biserica reformată din Teiuș este un monument istoric aflat pe teritoriul orașului Teiuș.